# Bilstereo

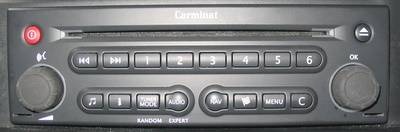
En bilstereo med cd-spelare, sedd framifrån.

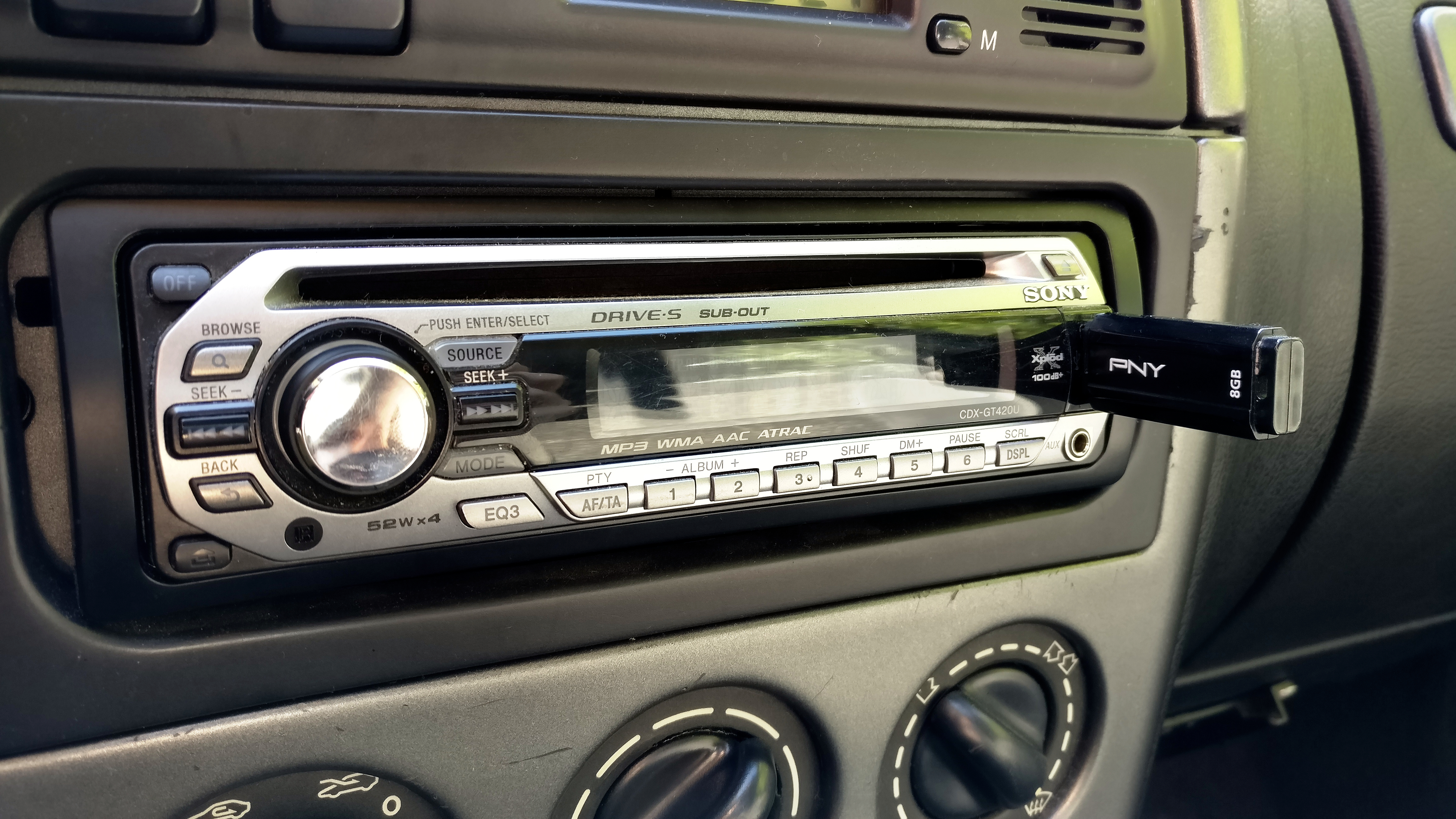
Fronten till en bilstereo för USB-minne.

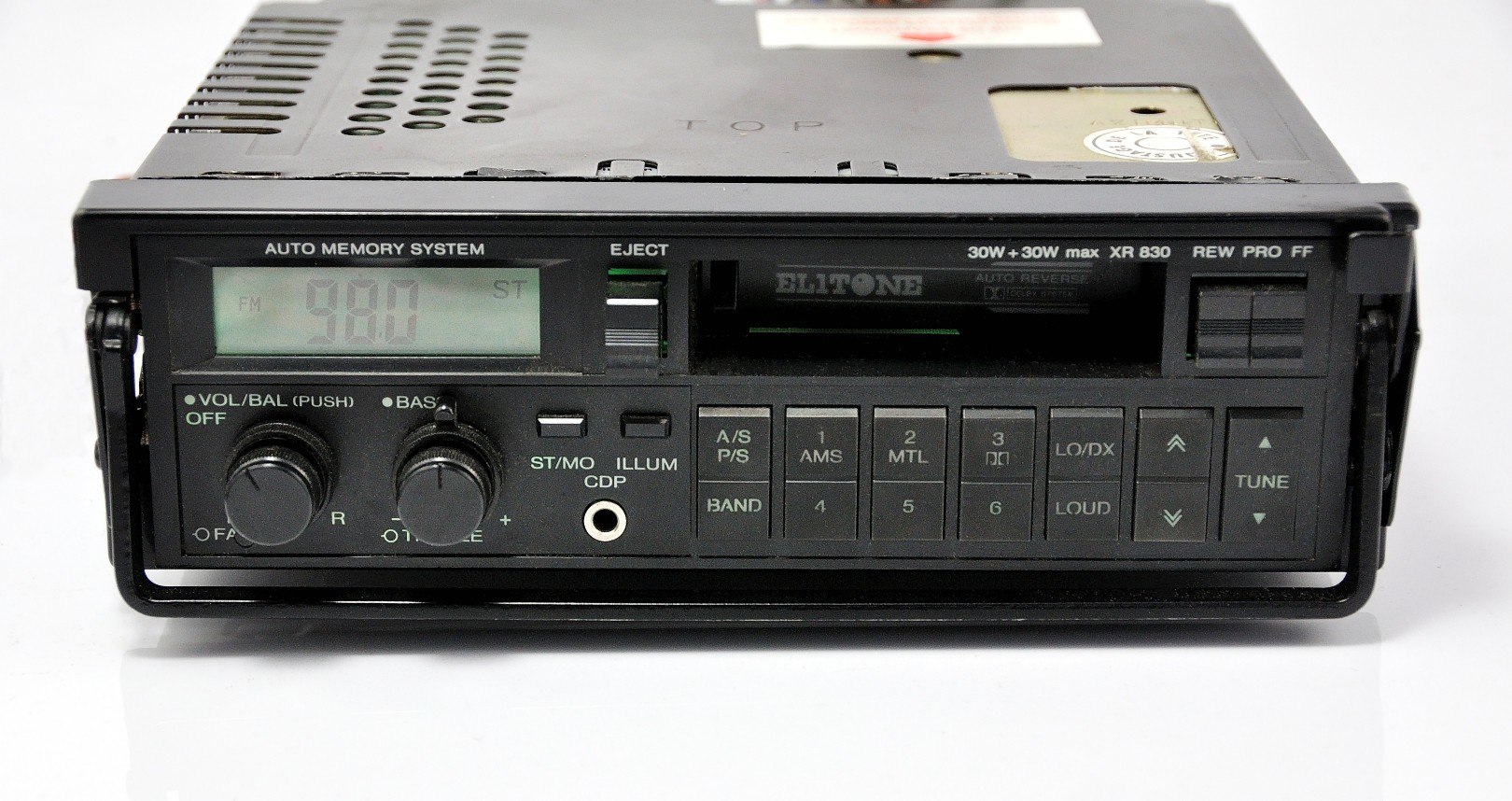
En bilstereo med kassettbandspelare från slutet av 1980-talet.

Bilstereo, även kallat bilradio, är en stereoanläggning för att spela upp ljud i en bil. Ljudkällorna är företrädesvis radio och CD-skivor (på äldre apparater förekommer kassettbandspelare i stället för CD-spelare). I och med MP3-formatets frammarsch har det blivit vanligare med apparater som kan spela antingen CD-skivor med MP3-filer på, läsa av USB-minnen eller anslutas till en smartmobil med kabel eller bluetooth. Den sistnämnda funktionen möjliggör även en handsfree-funktion där man kan prata i telefon genom bilens egna ljudanläggning. En bilstereo är ofta mycket mindre och lättare än en stationär stereoanläggning för hemmet. En bil har inbyggd plats för bilstereo, vilket medför att enbart frontpanelen är synlig vid användning. Bilstereon brukar inte innehålla någon högtalare, utan anslutas vanligen till bilens högtalarsystem. För att undvika risken för stöld vid ett eventuellt bilinbrott, kan bilstereon lyftas ut när man lämnar bilen.